# Marphysa aenea
Marphysa aenea är en ringmaskart som först beskrevs av Blanchard in Gay 1849.  Marphysa aenea ingår i släktet Marphysa och familjen Eunicidae. Inga underarter finns listade i Catalogue of Life.